# Джованні Альфонсо Бореллі
Джова́нні Альфо́нсо Боре́ллі (італ. Giovanni Alfonso Borelli; *28 січня 1608 — †31 грудня 1679) — італійський фізіолог, фізик і математик епохи Відродження. 
Джованні Альфонсо Бореллі зробив великий внесок у розвиток сучасних принципів наукових досліджень, продовжуючи принцип Галілео Галілея перевіряти гіпотези за допомогою експериментів. 
За освітою математик, Бореллі детально описав рух супутників Юпітера. Крім того, використовуючи мікроскопію, він визначив складові крові, досліджував рух продихів рослин та зробив внесок в інші області медицини і геології. 
Протягом життя вчений перебував під патронажем шведської кололеви Христини, що захищала його від нападок італійського уряду, від якого незадовго до того постраждав Галілей.